# Ronde van de Ain 2015
De 27e editie van de wielerwedstrijd Ronde van de Ain vond in 2015 plaats van 11 tot en met 15 augustus. De wedstrijd startte met een proloog in Bourg-en-Bresse, en eindigde in Lélex. De ronde maakte deel uit van de UCI Europe Tour 2015, in de categorie 2.1. Deze editie werd gewonnen door de Fransman Alexandre Geniez.

## Deelnemende ploegen
| World Tour         | ProContinentaal              | Continentaal              | Nationaal          |
| ------------------ | ---------------------------- | ------------------------- | ------------------ |
| AG2R La Mondiale   | Bretagne-Séché Environnement | Armée de Terre            | Frankrijk beloften |
| FDJ (wielerploeg)  | Cofidis                      | Auber 93                  | USA beloften       |
| Team LottoNL-Jumbo | Europcar                     | Team Marseille 13 KTM     |                    |
|                    | Bora-Argon 18                | Roubaix Lille Métropole   |                    |
|                    |                              | Team Ecuador              |                    |
|                    |                              | Rabobank Development Team |                    |
|                    |                              | Vino 4ever                |                    |

## Etappe-overzicht
| etappe  | datum       | start             | finish          | type       | afstand  | winnaar             | klassementsleider |
| ------- | ----------- | ----------------- | --------------- | ---------- | -------- | ------------------- | ----------------- |
| Proloog | 11 augustus | Bourg-en-Bresse   | Bourg-en-Bresse | Proloog    | 3,8 km   | Mike Teunissen      | Mike Teunissen    |
| 1e      | 12 augustus | La Plaine Tonique | Saint-Vulbas    | Vlakke rit | 162,0 km | Nacer Bouhanni      | Nacer Bouhanni    |
| 2e      | 13 augustus | Feillens          | Pont-de-Vaux    | Vlakke rit | 159,7 km | Nacer Bouhanni      | Nacer Bouhanni    |
| 3e      | 14 augustus | Lagnieu           | Bellignat       | Bergrit    | 145,1 km | Alexandre Geniez    | Alexandre Geniez  |
| 4e      | 15 augustus | Nantua            | Lélex           | Heuvelrit  | 140,5 km | Pierre-Roger Latour | Alexandre Geniez  |

## Etappe-uitslagen

### Proloog
| Bourg-en-Bresse - Bourg-en-Bresse (3,8 km (ITT)) |                        |                    |       |
| Plaats                                           | Naam                   | Ploeg              | Tijd  |
| Winnaar                                          | Mike Teunissen         | Team LottoNL-Jumbo | 4'31" |
| 2                                                | Alexandre Geniez       | FDJ                | z.t.  |
| 3                                                | Marc Sarreau           | FDJ                | + 1"  |
| 4                                                | Jimmy Engoulvent       | Europcar           | + 2"  |
| 5                                                | Twan Castelijns        | Team LottoNL-Jumbo | z.t.  |
| 6                                                | Cyril Lemoine          | Cofidis            | + 4"  |
| 7                                                | Nans Peters            | Frankrijk beloften | + 5"  |
| 8                                                | Jean-Christophe Péraud | AG2R La Mondiale   | z.t.  |
| 9                                                | Nacer Bouhanni         | Cofidis            | z.t.  |
| 10                                               | Lukas Pöstlberger      | Bora-Argon 18      | z.t.  |

### 1e etappe
| La Plaine Tonique - Saint-Vulbas (162,0 km) |                   |                         |          |
| Plaats                                      | Naam              | Ploeg                   | Tijd     |
| Winnaar                                     | Nacer Bouhanni    | Cofidis                 | 3u38'26" |
| 2                                           | Anthony Maldonado | Auber 93                | z.t.     |
| 3                                           | Samuel Dumoulin   | AG2R La Mondiale        | z.t.     |
| 4                                           | Mike Teunissen    | Team LottoNL-Jumbo      | z.t.     |
| 5                                           | Rudy Barbier      | Roubaix Lille Métropole | z.t.     |
| 6                                           | Patrick Konrad    | Bora-Argon 18           | z.t.     |
| 7                                           | Barry Markus      | Team LottoNL-Jumbo      | z.t.     |
| 8                                           | Jimmy Engoulvent  | Europcar                | z.t.     |
| 9                                           | Jeroen Meijers    | Rabobank DT             | z.t.     |
| 10                                          | Pierre Gouault    | Auber 93                | z.t.     |

| Algemeen klassement |                        |                    |          |
| Plaats              | Naam                   | Ploeg              | Tijd     |
| Gele trui           | Nacer Bouhanni         | Cofidis            | 3u42'52" |
| 2                   | Mike Teunissen         | Team LottoNL-Jumbo | + 5"     |
| 3                   | Alexandre Geniez       | FDJ                | + z.t.   |
| 4                   | Marc Sarreau           | FDJ                | + 6"     |
| 5                   | Jimmy Engoulvent       | Europcar           | + 7"     |
| 6                   | Twan Castelijns        | Team LottoNL-Jumbo | z.t.     |
| 7                   | Samuel Dumoulin        | AG2R La Mondiale   | + 8"     |
| 8                   | Nans Peters            | Frankrijk beloften | + 10"    |
| 9                   | Jean-Christophe Péraud | AG2R La Mondiale   | z.t.     |
| 10                  | Lukas Pöstlberger      | Bora-Argon 18      | z.t.     |

### 2e etappe
| Feillens - Pont-de-Vaux (159,7 km) |                    |                         |          |
| Plaats                             | Naam               | Ploeg                   | Tijd     |
| Winnaar                            | Nacer Bouhanni     | Cofidis                 | 3u35'37" |
| 2                                  | Rudy Barbier       | Roubaix Lille Métropole | z.t.     |
| 3                                  | Barry Markus       | Team LottoNL-Jumbo      | z.t.     |
| 4                                  | Benoît Sinner      | Armée de Terre          | z.t.     |
| 5                                  | Nick van der Lijke | Team LottoNL-Jumbo      | z.t.     |
| 6                                  | Albert Torres      | Team Ecuador            | z.t.     |
| 7                                  | Jeroen Meijers     | Rabobank DT             | z.t.     |
| 8                                  | Cees Bol           | Rabobank DT             | z.t.     |
| 9                                  | Anthony Maldonado  | Auber 93                | z.t.     |
| 10                                 | Merijn Korevaar    | Rabobank DT             | z.t.     |

| Algemeen klassement |                        |                         |          |
| Plaats              | Naam                   | Ploeg                   | Tijd     |
| Gele trui           | Nacer Bouhanni         | Cofidis                 | 7u18'19" |
| 2                   | Mike Teunissen         | Team LottoNL-Jumbo      | + 15"    |
| 3                   | Alexandre Geniez       | FDJ                     | + z.t.   |
| 4                   | Marc Sarreau           | FDJ                     | + 16"    |
| 5                   | Jimmy Engoulvent       | Europcar                | + 17"    |
| 6                   | Twan Castelijns        | Team LottoNL-Jumbo      | z.t.     |
| 7                   | Samuel Dumoulin        | AG2R La Mondiale        | + 18"    |
| 8                   | Rudy Barbier           | Roubaix Lille Métropole | z.t.     |
| 9                   | Nans Peters            | Frankrijk beloften      | + 20"    |
| 10                  | Jean-Christophe Péraud | AG2R La Mondiale        | z.t.     |

### 3e etappe
| Lagnieu - Bellignat (145,1 km) |                     |                              |          |
| Plaats                         | Naam                | Ploeg                        | Tijd     |
| Winnaar                        | Alexandre Geniez    | FDJ                          | 3u40'27" |
| 2                              | Florian Vachon      | Bretagne-Séché Environnement | z.t.     |
| 3                              | Théo Vimpère        | Auber 93                     | z.t.     |
| 4                              | Pierre-Roger Latour | AG2R La Mondiale             | z.t.     |
| 5                              | Julien Guay         | Auber 93                     | + 9"     |
| 6                              | Patrick Konrad      | Bora-Argon 18                | z.t.     |
| 7                              | Sam Oomen           | Rabobank DT                  | z.t.     |
| 8                              | Steven Kruijswijk   | Team LottoNL-Jumbo           | z.t.     |
| 9                              | Domenico Pozzovivo  | AG2R La Mondiale             | z.t.     |
| 10                             | Nans Peters         | Frankrijk beloften           | z.t.     |

| Algemeen klassement |                     |                              |           |
| Plaats              | Naam                | Ploeg                        | Tijd      |
| Gele trui           | Alexandre Geniez    | FDJ                          | 10u58'51" |
| 2                   | Florian Vachon      | Bretagne-Séché Environnement | + 9"      |
| 3                   | Pierre-Roger Latour | AG2R La Mondiale             | + 19"     |
| 4                   | Nans Peters         | Frankrijk beloften           | + 24"     |
| 5                   | Steven Kruijswijk   | Team LottoNL-Jumbo           | + 28"     |
| 6                   | Théo Vimpère        | Auber 93                     | + 30"     |
| 7                   | Sam Oomen           | Rabobank DT                  | z.t.      |
| 8                   | Brice Feillu        | Bretagne-Séché Environnement | + 31"     |
| 9                   | José Mendes         | Bora-Argon 18                | z.t.      |
| 10                  | Patrick Konrad      | Bora-Argon 18                | + 33"     |

### 4e etappe
| Nantua - Lélex (140,5 km) |                     |                              |          |
| Plaats                    | Naam                | Ploeg                        | Tijd     |
| Winnaar                   | Pierre-Roger Latour | AG2R La Mondiale             | 3u41'06" |
| 2                         | Fabrice Jeandesboz  | Europcar                     | z.t.     |
| 3                         | Florian Vachon      | Bretagne-Séché Environnement | z.t.     |
| 4                         | Patrick Konrad      | Bora-Argon 18                | z.t.     |
| 5                         | Sam Oomen           | Rabobank DT                  | z.t.     |
| 6                         | Théo Vimpère        | Auber 93                     | z.t.     |
| 7                         | Domenico Pozzovivo  | AG2R La Mondiale             | z.t.     |
| 8                         | Steven Kruijswijk   | Team LottoNL-Jumbo           | z.t.     |
| 9                         | Nans Peters         | Frankrijk beloften           | z.t.     |
| 10                        | Alexandre Geniez    | FDJ                          | z.t.     |

## Eindklassementen
| Plaats    | Naam                | Ploeg                        | Tijd      |
| --------- | ------------------- | ---------------------------- | --------- |
| Gele trui | Alexandre Geniez    | FDJ                          | 14u39'57" |
| 2         | Florian Vachon      | Bretagne-Séché Environnement | + 5"      |
| 3         | Pierre-Roger Latour | AG2R La Mondiale             | + 9"      |
| 4         | Nans Peters         | Frankrijk beloften           | + 24"     |
| 5         | Steven Kruijswijk   | Team LottoNL-Jumbo           | + 28"     |
| 6         | Fabrice Jeandesboz  | Europcar                     | z.t.      |
| 7         | Théo Vimpère        | Auber 93                     | + 30"     |
| 8         | Sam Oomen           | Rabobank DT                  | z.t.      |
| 9         | Patrick Konrad      | Bora-Argon 18                | + 33"     |
| 10        | Domenico Pozzovivo  | AG2R La Mondiale             | z.t.      |
| 11        | José Mendes         | Bora-Argon 18                | + 1'34"   |
| 12        | Guillaume Martin    | Frankrijk beloften           | + 1'41"   |
| 13        | Nick van der Lijke  | Team LottoNL-Jumbo           | + 2'20"   |
| 14        | Jérôme Cousin       | Europcar                     | + 3'40"   |
| 15        | Jerome Mainard      | Armée de Terre               | + 3'41"   |
| 16        | Jordi Simón         | Team Ecuador                 | + 3'42"   |
| 17        | Guillaume Levarlet  | Auber 93                     | + 3'53"   |
| 18        | Oleg Zemljakov      | Vino 4ever                   | + 3'55"   |
| 19        | Yoann Barbas        | Armée de Terre               | + 3'57"   |
| 20        | Timo Roosen         | Team LottoNL-Jumbo           | + 3'58"   |

| Plaats      | Naam                | Ploeg              | Punten |
| ----------- | ------------------- | ------------------ | ------ |
| Groene trui | Nacer Bouhanni      | Cofidis            | 52     |
| 2           | Alexandre Geniez    | FDJ                | 43     |
| 3           | Pierre-Roger Latour | AG2R La Mondiale   | 39     |
|             |                     |                    |        |
| 4           | Mike Teunissen      | Team LottoNL-Jumbo | 38     |

| Plaats    | Naam                   | Ploeg                        | Punten |
| --------- | ---------------------- | ---------------------------- | ------ |
| Rode trui | Brice Feillu           | Bretagne-Séché Environnement | 66     |
| 2         | Julien El Fares        | Team Marseille 13 KTM        | 28     |
| 3         | Jean-Christophe Péraud | AG2R La Mondiale             | 25     |
|           |                        |                              |        |
| 13        | Steven Kruijswijk      | Team LottoNL-Jumbo           | 8      |

| Plaats     | Naam                | Ploeg              | Tijd      |
| ---------- | ------------------- | ------------------ | --------- |
| Witte trui | Pierre-Roger Latour | AG2R La Mondiale   | 14u40'06" |
| 2          | Nans Peters         | Frankrijk beloften | + 15"     |
| 3          | Sam Oomen           | Rabobank DT        | + 21"     |

| Plaats | Ploeg              | Tijd      |
| ------ | ------------------ | --------- |
|        | AG2R La Mondiale   | 44u02'41" |
| 2      | Team LottoNL-Jumbo | + 3'29"   |
| 3      | Europcar           | + 6'17"   |

## Klassementenverloop
| Etappe       | Winnaar             | Algemeen klassement · | Puntenklassement · | Bergklassement · | Jongerenklassement · | Ploegenklassement · |
| ------------ | ------------------- | --------------------- | ------------------ | ---------------- | -------------------- | ------------------- |
| P            | Mike Teunissen      | Mike Teunissen        | Mike Teunissen     | niet uitgereikt  | Marc Sarreau         | Team LottoNL-Jumbo  |
| 1            | Nacer Bouhanni      | Nacer Bouhanni        | Mike Teunissen     | Pierre Gouault   | Marc Sarreau         | Team LottoNL-Jumbo  |
| 2            | Nacer Bouhanni      | Nacer Bouhanni        | Nacer Bouhanni     | Pierre Gouault   | Marc Sarreau         | Team LottoNL-Jumbo  |
| 3            | Alexandre Geniez    | Alexandre Geniez      | Nacer Bouhanni     | Julien El Fares  | Pierre-Roger Latour  | AG2R La Mondiale    |
| 4            | Pierre-Roger Latour | Alexandre Geniez      | Nacer Bouhanni     | Brice Feillu     | Pierre-Roger Latour  | AG2R La Mondiale    |
| 0Eindstanden | 0Eindstanden        | Alexandre Geniez      | Nacer Bouhanni     | Brice Feillu     | Pierre-Roger Latour  | AG2R La Mondiale    |

Etappewedstrijden

 Ster van Bessèges · 
 Ronde van de Algarve · 
 Ruta del Sol · 
 Ronde van de Haut-Var · 
 Driedaagse van West-Vlaanderen · 
 Internationale Wielerweek · 
 Internationaal Wegcriterium · 
 Driedaagse van De Panne-Koksijde · 
 Ronde van de Sarthe · 
 Ronde van Castilië en León · 
 Ronde van Trentino · 
 Ronde van Kroatië · 
 Ronde van Turkije · 
 Ronde van Yorkshire · 
 Ronde van Asturië · 
 Vierdaagse van Duinkerke · 
 Ronde van Azerbeidzjan · 
 Ronde van Madrid · 
 Ronde van Beieren · 
 Ronde van Picardië · 
 Ronde van Noorwegen · 
 World Ports Classic · 
 Tour des Fjords · 
 Ronde van Estland · 
 Ronde van België · 
 Ronde van Luxemburg · 
 Boucles de la Mayenne · 
 Ster ZLM Toer · 
 Ronde van Slovenië · 
 Route du Sud · 
 Sibiu Cycling Tour · 
 Ronde van Oostenrijk · 
 Ronde van Wallonië · 
 Ronde van Portugal · 
 Ronde van Burgos · 
 Ronde van Denemarken · 
 Ronde van de Ain · 
 Ronde van Tsjechië · 
 Arctic Race of Norway · 
 Ronde van de Limousin · 
 Ronde van Poitou-Charentes · 
 Ronde van Groot-Brittannië · 
 Ronde van Gévaudan Languedoc-Roussillon · 
 Eurométropole Tour
Eendaagse wedstrijden

 Trofeo Santanyí-Ses Salines-Campos · 
 Trofeo Andratx-Mirador d'Es Colomer · 
 Trofeo Serra de Tramuntana · 
 Trofeo Playa de Palma-Palma · 
 GP La Marseillaise · 
 Grote Prijs van de Etruskische Kust · 
 Ronde van Murcia · 
 Clásica de Almería · 
 Trofeo Laigueglia · 
 Omloop Het Nieuwsblad · 
 Classic Sud Ardèche · 
 GP Lugano · 
 La Drôme Classic · 
 Kuurne-Brussel-Kuurne · 
 Le Samyn · 
 Strade Bianche · 
 Ronde van Drenthe · 
 Dwars door Drenthe · 
 Nokere Koerse · 
 GP Nobili Rubinetterie · 
 Handzame Classic · 
 Ronde van Zeeland Seaports · 
 Classic Loire-Atlantique · 
 Grote Prijs van Cholet-Pays de Loire · 
 Dwars door Vlaanderen · 
 Classica Corsica · 
 Route Adélie de Vitré · 
 Grote Prijs Miguel Indurain · 
 Volta Limburg Classic · 
 Ronde van La Rioja · 
 Parijs-Camembert · 
 Scheldeprijs · 
 Klasika Primavera · 
 Brabantse Pijl · 
 GP Denain · 
 Ronde van de Finistère · 
 Tro Bro Léon · 
 La Roue Tourangelle · 
 Ronde van de Apennijnen · 
 Grote Prijs van de Somme · 
 Grote Prijs van Plumelec · 
 ProRace Berlin · 
 Boucles de l'Aulne · 
 GP Kanton Aargau · 
 Ronde van Keulen · 
 Ronde van Limburg · 
 Velothon Wales · 
 Halle-Ingooigem · 
 Trofeo Matteotti · 
 GP Cerami · 
 GP Industria & Artigianato-Larciano · 
 Prueba Villafranca de Ordizia · 
 Ronde van Toscane · 
 Circuito de Getxo · 
 Polynormande · 
 RideLondon Classic · 
 GP Stad Zottegem · 
 Arnhem-Veenendaal Classic · 
 GP Jef Scherens · 
 Druivenkoers Overijse · 
 Schaal Sels · 
 Brussels Cycling Classic · 
 GP Fourmies · 
 Velothon Stockholm · 
 Ronde van de Doubs · 
 Coppa Bernocchi · 
 Coppa Agostoni · 
 GP van Wallonië · 
 Kampioenschap van Vlaanderen · 
 Memorial Marco Pantani · 
 Grote Prijs Impanis-Van Petegem · 
 GP van Isbergues · 
 GP Industria & Commercio di Prato · 
 Omloop van het Houtland · 
 Duo Normand · 
 Ronde van de Drie Valleien · 
 Milaan-Turijn · 
 Ronde van Piemonte · 
 Ronde van het Münsterland · 
 Ronde van de Vendée · 
 Memorial Frank Vandenbroucke · 
 Coppa Sabatini · 
 Parijs-Bourges · 
 Ronde van Emilia · 
 GP Beghelli · 
 Parijs-Tours · 
 Nationale Sluitingsprijs · 
 Chrono des Nations